# Wang Yuanji
Kaiserinwitwe Wáng Yuánjī (chinesisch 王元姬; * 217; † 268), formell Kaiserin Wenming (chinesisch 文明皇后 – „gesittete und verständnisvolle Kaiserin“) war eine Kaiserinwitwe der Jin-Dynastie. Sie war die Gemahlin von Sima Zhao und die Mutter des ersten Jin-Kaisers Wu (Sima Yan).
Wang Yuanjis Vater war der Wei-General Wang Su (chinesisch 王肅), ein konfuzianischer Scholar. Seine Tochter war in ihrer Jugend für ihre kindliche Treue und Ergebenheit bekannt. Wann sie Sima Zhao heiratete, ist nicht bekannt, aber sie gebar ihm fünf Söhne und eine Tochter. Nach der traditionellen Geschichtsschreibung war sie es, die Sima Zhao vor der Rebellion des Generals Zhong Hui warnte.
Nach Sima Zhaos Tod im Jahre 265 erbte Sima Yan seine Position als Regent. Bald zwang er den Wei-Kaiser Cao Huan, zu seinen Gunsten abzudanken, und begründete als Kaiser Wu von Jin die Jin-Dynastie. Seine Mutter Wang Yuanji erhob er zur Kaiserinwitwe. Wang Yuanji blieb ihrem Wesen treu und hielt sich bescheiden aus der Politik heraus. Sie starb im Jahre 268 und wurde mit den Ehren, die einer Kaiserin gebühren, bei ihrem Gemahl Sima Zhao bestattet.
| Personendaten    | Personendaten                   |
| ---------------- | ------------------------------- |
| NAME             | Wang, Yuanji                    |
| ALTERNATIVNAMEN  | Kaiserin Wenming                |
| KURZBESCHREIBUNG | Kaiserinmutter der Jin-Dynastie |
| GEBURTSDATUM     | 217                             |
| STERBEDATUM      | 268                             |